# Fernande Olivier

Fernande Olivier, 1906

Fernande Olivier (* 6. Juni 1881 in Paris als Amélie Lang; † 29. Januar 1966 in Neuilly-sur-Seine) war die erste Lebensgefährtin und Muse Pablo Picassos in den Jahren 1905 bis 1912.

## Herkunft
Fernande wurde als Amélie Lang, uneheliche Tochter von Clara Lang geboren und wuchs bei der Putzmacherfamilie Bellevallée auf, die Blumen, Federn und andere modische Artikel herstellte. Mit siebzehn Jahren bekam sie von einem Verkäufer namens Paul-Emile Percheron einen Sohn, das Paar heiratete, als das Kind fünf Monate alt war. Nachdem der Vater mit dem Sohn spurlos verschwunden war, heiratete Fernande den Bildhauer Gaston de Labaume, durch den sie aus ihren kleinbürgerlichen Verhältnissen in das Pariser Künstlermilieu verschlagen wurde. Sie arbeitete als Modell und legte sich um 1900 den Künstlernamen „Fernande Olivier“ zu.

## Bedeutung für Picasso
Am 4. August 1904 lernte Olivier Picasso  im Atelierhaus Bateau-Lavoir kennen und wurde sein Modell und seine erste, feste Lebensgefährtin. In der gleichen Zeit im Jahr 1904 machte Picasso im Bateau-Lavoir auch die Bekanntschaft von Guillaume Apollinaire und Kees van Dongen. Picasso bildete Fernande in zahlreichen Werken seiner kubistischen Periode zwischen 1904 und 1909 ab. Ein Beispiel ist die Bronzeskulptur Kopf einer Frau (Fernande) von 1909 in der Sammlung des MoMA. Ein Gemälde und ebenso wie die Bronze ein Werk des analytischen Kubismus von 1909 befindet sich im Frankfurter Städelschen Kunstinstitut. Fernande führte einen regen Briefwechsel mit Gertrude Stein, Alice B. Toklas und Apollinaire. Nach ihrer Trennung von Picasso im Jahr 1912 arbeitete sie weiterhin als Aktmodell und wurde später Lehrerin. 1933 veröffentlichte Fernande Olivier ihre ersten Memoiren über die gemeinsame Zeit mit Picasso, der zweite Teil erschien postum.
Paul Léautaud berichtete über Fernande Olivier 1931 in seinem Journal littéraire.
Weitere Beispiele von Picasso-Bildern mit F.  O.
- Fernande à la mantille noir, 1905
- Nu couchée (Fernande), 1906
- Fernande à la mantille, 1906
- Portrait de Fernande, 1906
- Portrait de Fernande Olivier au foulard, 1906

## Sekundärliteratur
- Gertraude Clemenz-Kirsch: Die Frauen von Picasso. edition ebersbach, Berlin 2012, ISBN 978-3-86915-062-8
- Ingrid Mössinger, Kerstin Dechsel, Beate Ritter: Picasso et les femmes – Picasso und die Frauen. Dumont, Köln 2005, ISBN 978-3-8321-7529-0
- Antonina Vallentín: Pablo Picasso, Hommes et faits de l'histoire, Club des Editeurs, 1957, S. 97 ff
- Julie Birmant und Clément Oubrerie: Pablo – Gesamtausgabe, aus dem Französischen von Claudia Sandberg. Handlettering von Dirk Rehm. Reprodukt, Berlin 2018, ISBN 978-3-95640163-3 - (Graphic Novel). 352 S.